# فیزیک فضا
فیزیک فضا یا فیزیک پلاسمای فضا شاخه‌ای از علم فیزیک است که به مطالعه پلاسماهایی که به‌طور طبیعی در فضا اتفاق می‌افتند می‌پردازد. مواردی که در این علم بررسی می‌شوند شامل خورشید، بادهای خورشیدی، مگنتوسفیر (مغناط کره) و یونوسفر سیاره‌ای، شفق قطبی و تابش سینکروترونی می‌باشد.
این علم نه تنها برای شناخت جهان مفید است، بلکه در بهبود عملکرد ماهواره‌های مخابراتی و ماهواره‌های هواشناسی نیز مؤثر است.

## پدیده‌های بارز فیزیک فضا[۱]

### فروغ آسمانی
آسمان شب سیاه کاملاً تاریک نیست. ستارگان، سیارات، نور منطقه البروجی و ماه هر کدام سطح زمین را روشن می‌کنند. در عرضهای بالاتر شعله‌های شفق و سوسوزدن در سراسر آسمان وجود دارد و این پدیده‌ها بر حسب اقتضاء در عرضهای متوسط زمین ظاهر می‌شوند. اتمسفر سیاره در پی این اثرات تابش می‌کند، که این تابش را فروغ آسمانی می‌گویند.

### شفق قطبی

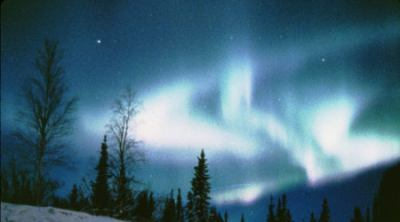
نمایی از پدیدهٔ شقف قطبی در تاتارستان، روسیه - ۲۰۰۸

در عرض‌های بالای زمین، آسمان شب گاهی به صورت ناگهانی و به شکل متحرک روشن می‌شود که این درخشش‌ها را شفق قطبی می‌گویند. این درخشش‌ها شفاف هستند و می‌توان ستارگان را از داخل آن‌ها مشاهده کرد. اغلب درخشندگی آن‌ها به اندازه‌ای است که با نور آن‌ها می‌توان نوشته‌ای را مطالعه کرد. معمولاً در هر شب روشن می‌توان شفق قطبی شمالی و شفق قطبی جنوبی را در آسمان مشاهده کرد.

### طوفان مغناطیسی
اغلب در میدان مغناطیسی زمین یک تغییر ناگهانی ظاهر می‌گردد که این آشفتگی مغناطیسی به عنوان طوفان مغناطیسی معروف است. فراوانی ظهور این طوفان به صورت مستقیم به دوره یازده ساله فعالیت خورشیدی مربوط است. با وجود این زمانی که یک شعله بزرگ خورشیدی ظاهر می‌شود، یک طوفان مغناطیسی با یک یا دو روز تأخیر شروع می‌شود.

### کمربندهای تشعشعی زمین
در مورد پدیده‌های مربوطه به ذرات باردار موجود در جو زمین نظریه‌های گوناگونی به وسیله دانشمندان مختلف ارائه شده‌است. از جمله این افراد می‌توان به استورمر (Stormer) و بیرکلند (Birkeland) اشاره کرد که بیشتر عمر خود را صرف مطالعه و مشاهدات شفق قطبی کردند. وان آلن و گروه پژوهشگر او با هدف مطالعه اشعه کیهانی کنتورهایی از نوع کایگرمولر را در ماهواره‌های خود تعبیه کردند. آنان توانستند مناطق تشعشعی از ذرات باردار را که در میدان مغناطیسی زمین به دام افتاده بودند، نشان دهند. این مناطق به کمربندهای تشعشعی جیمز وان آلن معروف شدند.

## ارتباط فیزیک فضا با شاخه‌های دیگر فیزیک
شاخه‌های مختلف علم فیزیک را می‌توان مانند دانه‌های یک زنجیر تصور کرد که به صورت محکم به یکدیگر پیوند خورده‌اند، با این تفاوت که در برخی موارد مرز موجود میان این دانه‌ها به اندازه‌ای پیچیده‌است که به راحتی نمی‌توان آن را تشخیص داد. به عنوان مثال فضای بالای سرمان توسط علوم مختلف فیزیک مانند نجوم، کیهان‌شناسی، اختر فیزیک، مکانیک سماوی، فیزیک هوا فضا، فیزیک محیط زیست، فیزیک نظری، فیزیک مواد، فیزیک هسته‌ای و … مورد مطالعه قرار می‌گیرد. طبیعت امواج الکترومغناطیسی که خورشید به عنوان یک چشمه عظیم تولید این فیزیک امواج است، در فیزیک امواج و فیزیک رادیو بررسی می‌شود. هر کدام از این علوم، فضا را از دیدگاه خاصی مورد توجه قرار می‌دهد.

## ارتباط فیزیک فضا با علوم دیگر
تنها شاخه‌های مختلف علم فیزیک نیست که با فیزیک فضا ارتباط ناگسستنی دارند، بلکه علوم دیگر مانند زمین‌شناسی، شیمی، ریاضیات، هوا فضا، زیست‌شناسی و … نیز به نوعی با فیزیک فضا در ارتباط هستند. به عنوان مثال ماهیت گازهای تشکیل دهنده اتمسفر در علم شیمی به تفضیل مورد تجزیه و تحلیل قرار می‌گیرد.

## آینده فیزیک فضا
یکی از مزایا یا به بیان دیگر معایب علم بشری این است که همواره ناقص بوده و روز به روز در حال پیشرفت و تکامل است. عیب بودن از این لحاظ که ناقص است و مزیت بودن از این لحاظ که این نقص، انسان را به تحرک و تحقیق وادار می‌کند و همین امر موجب پیشرفت در علوم مختلف می‌شود. فیزیک فضا نیز از این پیشرفت و ترقی مستثنی نمی‌باشد. شاید روزگاری تمام اطلاعات بشر از فضا محدود به چند نظریه یا پیشگویی بود، اما امروزه با فرستادن انواع سفینه‌های فضایی و ماهواره‌ها به فضا، اطلاعات بسیار درست و دقیقی از فضا در اختیار انسان قرار می‌گیرد.